# Jane Austen in Manhattan
Jane Austen in Manhattan is een Brits-Amerikaanse dramafilm uit 1980 onder regie van James Ivory.

## Verhaal
Een historicus stuit op een onbekend toneelstuk van de Engelse schrijfster Jane Austen. Twee toneelregisseurs horen bij toeval over het werk. Ze wedijveren om het recht om het stuk op de planken te brengen.

## Rolverdeling
| Acteur            | Personage        |
| ----------------- | ---------------- |
| Anne Baxter       | Lilliana Zorska  |
| Robert Powell     | Pierre           |
| Michael Wager     | George Midash    |
| Tim Choate        | Jamie            |
| John Guerrasio    | Gregory          |
| Katrina Hodiak    | Katya            |
| Kurt Johnson      | Victor Charlton  |
| Philip Lenkowsky  | Fritz            |
| Charles McCaughan | Billie           |
| Nancy New         | Jenny            |
| Sean Young        | Ariadne Charlton |
| Bernard Barrow    | Mijnheer Polson  |
| Lee H. Doyle      | Mijnheer Jarvis  |
| Bella Jarrett     | Juffrouw Klein   |
| Naomi Riordan     | Mevrouw Polson   |